# Vi quyển

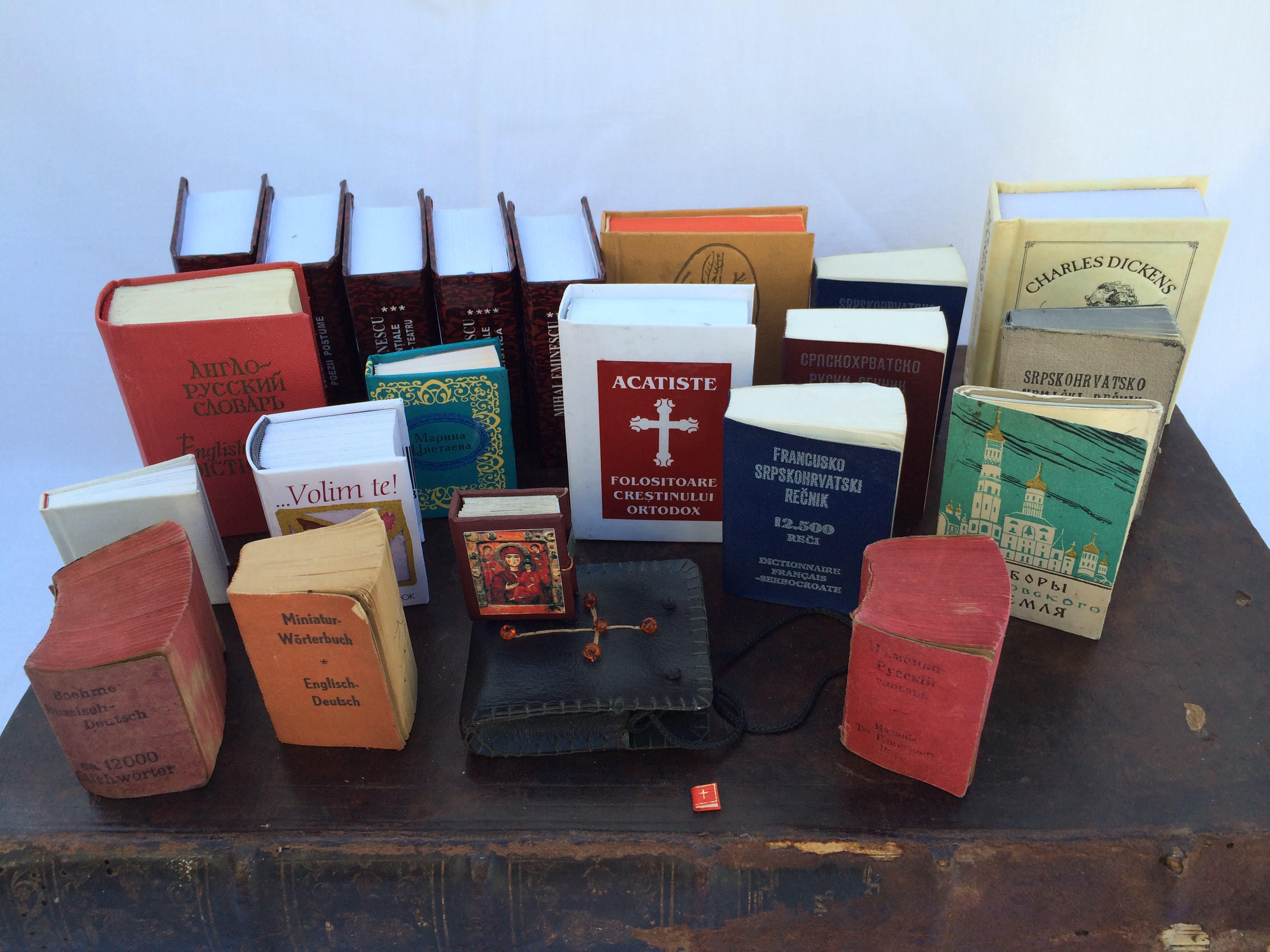
Một số sách vi quyển

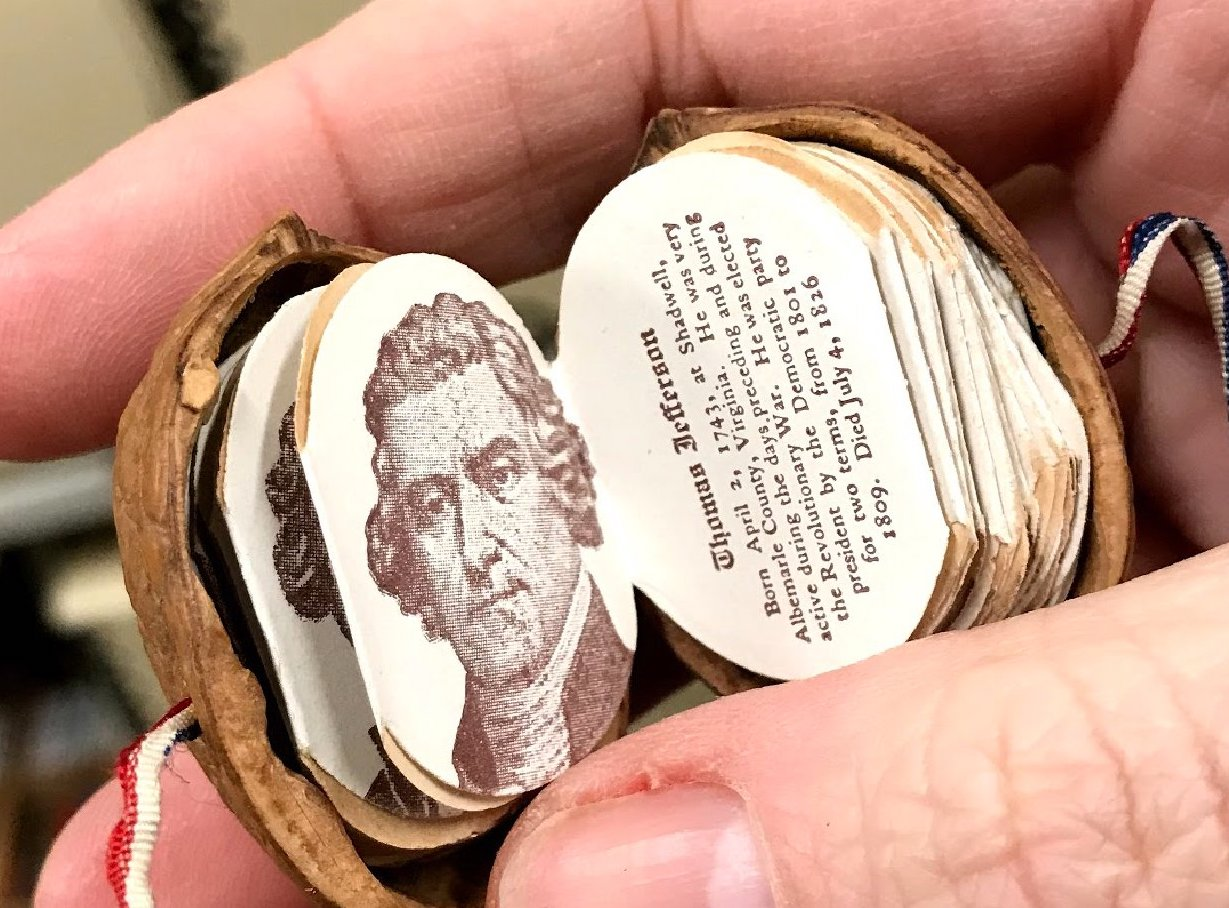
Tóm tắt Lịch sử Hoa Kỳ và các Tổng thống, c. 1904

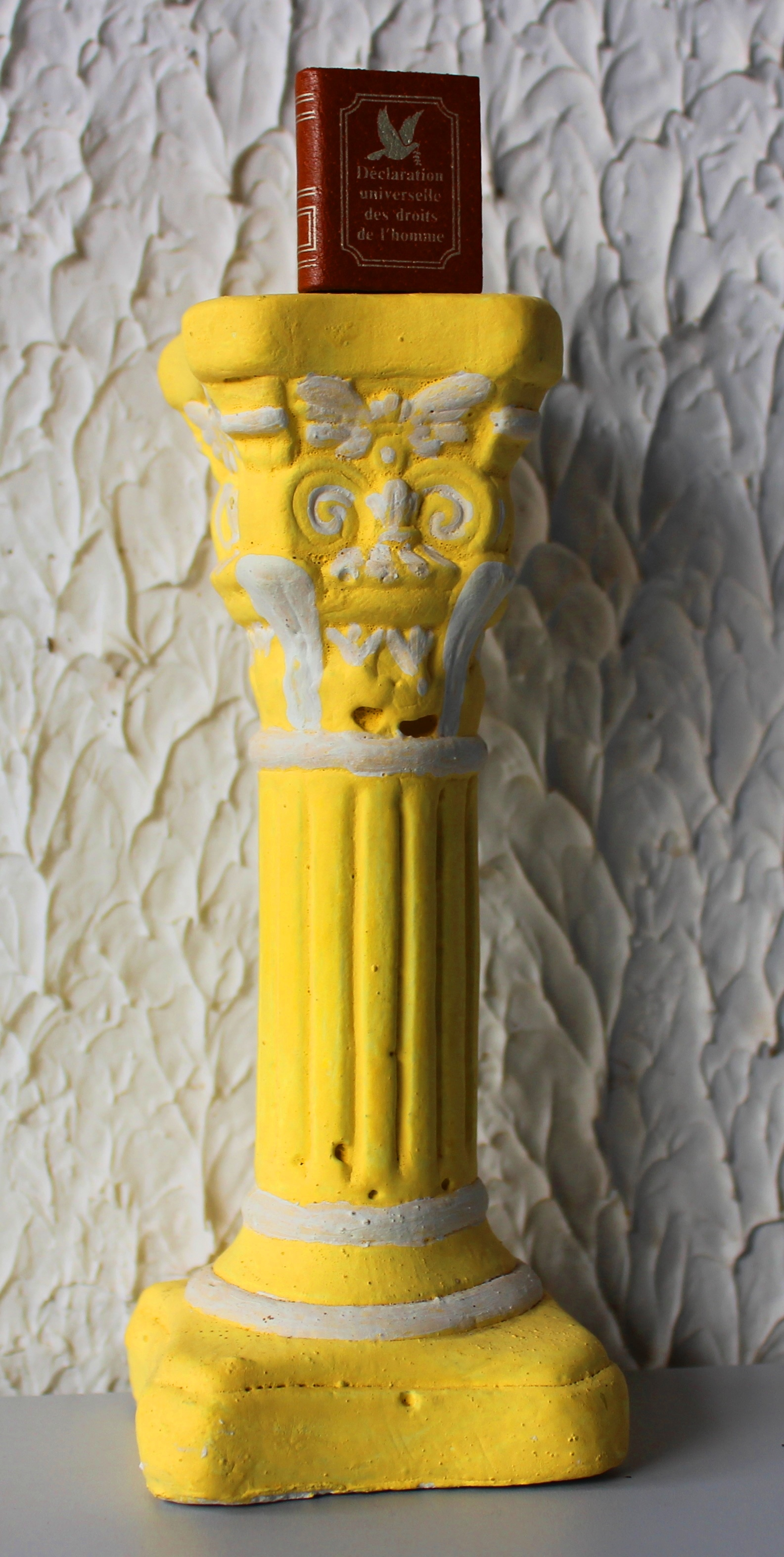
Tuyên ngôn thế giới về quyền lợi của con người

Vi quyển là một cuốn sách có kích thước rất nhỏ. Ngày nay, hầu hết các nhà sưu tập coi một cuốn sách là vi quyển nếu nó có chiều cao, chiều rộng và độ dày từ 3 inch trở xuống, đặc biệt là ở Hoa Kỳ.